# 仁川学院教諭女児強制わいせつ事件
仁川学院教諭女児強制わいせつ事件（にがわがくいんきょうゆじょじきょうせいわいせつじけん）は、日本で起きた性犯罪事件。

## 概要
2015年（平成27年）7月11日の午後6時半頃に、私立仁川学院中学校に勤務する教諭が、兵庫県神戸市灘区のマンションの通路で小学校2年生で8歳の女児に強制的にわいせつな行為をした。この件で同年9月11日に兵庫県警察と灘警察署は、強制わいせつの疑いでこの教諭を逮捕。犯人とこの女児には面識は無かった。同年10月1日に神戸地方検察庁は強制わいせつなどの罪でこの教諭を起訴。
同年11月25日には、兵庫県警察と灘警察署はこの教諭であった人物を強制わいせつの疑いで再逮捕。逮捕容疑は1月18日の午後に芦屋市内の公園で当時7歳であった女児にわいせつな行いをしていたことから。犯人は調べに対して容疑を認める。
2016年（平成18年）1月27日にも、兵庫県警察と灘警察署はこの教諭であった人物を強制わいせつ容疑で再逮捕。逮捕容疑は2015年の夏に灘区の路上で女児に声をかけ、強制的にわいせつな行為をしたことから。犯人は調べに対して容疑を認める。この人物の逮捕はこれで4回目であった。
2021年（令和3年）5月9日にはこの教諭であった人物は、大阪市で小学校低学年の女児にわいせつな行為をしていた。一人で遊びに行く途中であった女児に声をかけてわいせつな行為をしていた。この件で同年5月21日に大阪府警察はこの人物を逮捕。犯人は調べに対して容疑を大筋で認める。この人物は子供が街頭犯罪に巻き込まれないための青色防犯パトロールを行っていた。このことは女児が母親に話し、母親が警察官に申告し、調べたところ現場近くの防犯カメラに映っていた。6年前の事件から後に自治体の講習を受けて、防犯パトロールのボランティアを行っていた。